# 2,6-Dimethylmorpholin
2,6-Dimethylmorpholin gehört zu der Gruppe der Morpholine. Es ist eine farblose, bei Raumtemperatur flüssige chemische Verbindung.

## Gewinnung und Darstellung
2,6-Dimethylmorpholin mit einem hohen Anteil der cis-Verbindung wird durch Cyclisierung von Diisopropanolamin (1,1'-Iminobispropan-2-ol) in Gegenwart von Schwefelsäure hergestellt.

## Eigenschaften
2,6-Dimethylmorpholin ist eine farblose bis hellbraune Flüssigkeit, die löslich in Wasser ist.

## Verwendung
2,6-Dimethylmorpholin wird als Zwischenprodukt zur Herstellung anderer chemischer Verbindungen (zum Beispiel Tridemorph) verwendet. Es wird auch als Stabilisator für chlorierte Lösungsmittel eingesetzt.